# 서양원
서양원(徐洋遠, 1965년~2024년 5월 20일)은 대한민국의 언론인이다.

## 학력
- 살레시오고등학교 졸업
- 연세대학교 경제학과 졸업
- 연세대학교 대학원 경제학 박사
- 연세대학교 대학원 경제학 석사

## 경력
- 1990년 럭키금성경제연구소 연구원
- 1991년 매일경제신문 기자 (수습 23기) 입사
- 1991년 9월 매일경제신문 편집국 기자
- 2002년 8월~2003년 7월 영국 셰필드대학교 연수
- 2006년 6월~2008년 2월 매일경제신문 청와대 출입기자
- 2009년 10월 매일경제신문 국제부장 직무대행
- 2010년 10월 매일경제신문 금융부장 직무대행
- 2011년 12월 매일경제신문 경제부 차장, 매일경제신문 경제부 차장
- 2013년 11월 매일경제신문 산업부장
- 2014년 10월 매일경제신문 지식부장
- 2015년 10월 매일경제 국차장, 레이더총괄
- 2016년 9월~2018년 9월 매일경제신문 편집국장
- 2018년 9월 매일경제신문 편집이사, 한국신문방송편집인협회 부회장
- 2018년 9월 매일경제신문 세계지식포럼 총괄
- 2019년 10월 매일경제신문 상무이사
- 2020년 10월 매일경제신문 전무이사
- 2021년 4월 제24대 한국신문방송편집인협회 회장
- 2021년~2024년 5월 한국신문윤리위원회 이사
- 2022년 1월 매일경제신문 대표이사 전무
- 2023년 9월~2024년 5월 매일경제신문 전무이사
- 2023년 9월~2024년 5월 매일경제신문 논설주간

## 수상
- 1998년 시티은행 언론인상 우수상
- 2016년 제12회 한국참언론인대상 심층보도부문
- 2018년 지속가능발전기업협의회 언론상 공로상

## 가족 관계
- 배우자: 이언아
  - 딸: 서수영
  - 아들: 서승현